# ぴんくの生徒手帳
『ぴんくの生徒手帳』（ぴんくのせいとてちょう）は、佐香厚子による日本の少女漫画作品。

## 概要
『プチセブン』（小学館）で1984年1号から連載され、単行本全11巻。男子高校生の視点から物語が進行するという当時の少女向けの漫画作品としては異色の作品だった。名前の表記がU作、A子等、アルファベットを使用している。当時の世相を反映したネタが随所にちりばめられており、当時を知る者でなければ理解不能なネタが多い。純情な男子高校生が年上の女性に振り回されつつも本命に一途に思いをよせるという内容である。

## あらすじ
クラスメートの橘映子に思いを募らせる松田夕作は先走り的な言動により映子に誤解されながらも徐々に接近していく。映子もまんざらではない様子であるが、さまざまな障害が立ちふさがるが乗り越えていく。

## 登場人物
松田夕作（まつだ ゆうさく）
思春期真っ盛りの高校1年生、映子の一挙一動に右往左往する。
橘映子（たちばな えいこ）
クラス委員長でバスケットボール部所属。
斉木美也（さいき みや）
夕作を誘惑する女子短大生。小悪魔的な行動を取る。
皆川一樹（みながわ いつき）
悪友。
加藤光正（かとう みつまさ）
悪友。
和田純三（わだ じゅんぞう）
熱血教師。
松田K子（まつだ けいこ）
夕作の妹。『忍者ハットリ君』の影響を受けている。

## 単行本
小学館のプチセブンコミックスから全11巻